# 孔德貴

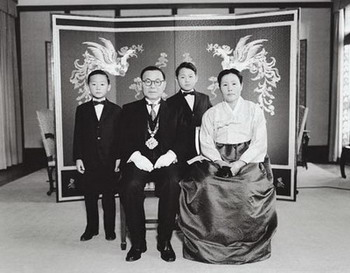
孔德贵全家福

孔德貴（韓語：공덕귀，羅馬化：Kong dŏk kwi，1911年4月21日—1997年11月24日），韓國女性神學家、社會活動家、政治人物，曾任大學教授。為反日本，反朴正熙活動家。

## 生平
為韓國獨立活動家和政治家韓國的第4任總統尹潽善的第二任夫人， 孔德貴本貫是韓國的曲阜孔氏，孔子的79代孫。